# Jan Jáchym Kopřiva
Jan Jáchym Kopřiva, také Jan Joachim Kopržiwa (17. března 1754 Cítoliby – 17. srpna 1792 Cítoliby), byl český kantor, varhaník, hudební skladatel a pedagog.

## Život
Byl synem Václava Jana Kopřivy a starším bratrem Karla Blažeje Kopřivy. Otec mu při křtu dal jména podle Jana Jáchyma Pachty, který ho v roce 1730 instaloval do funkce citolibského kantora. V roce 1778 vystřídal Kopřiva v téže funkci svého otce, který odešel na odpočinek.
Když do školy nastupoval, podepisoval s vrchností smlouvu, jejíž součástí byla i výživa jeho mladšího bratra Karla Blažeje. Ročně za tímto účelem Jan Jáchym obdržel 16 zlatých, 42 kilogramů másla, 281 litrů žita, 34 litrů soli a sud piva. To byl v podstatě plat Karla Blažeje za výkon funkce varhaníka v kostele. Když Karel Blažej zemřel, stal se citolibským varhaníkem a učitelem hudby v rodině hraběte Arnošta Pachty Jan Jáchym. V roce 1788 – stejně jako Jakub Lokaj – ovdověl. Zemřel v mladém věku 38 let na tuberkulózu.

## Dílo
Alespoň podle dochovaných skladeb nebyl Jan Jáchym Kopřiva tak osobitým skladatelem jako jeho otec a bratr. Jeho chrámové skladby jsou uloženy v Českém muzeu hudby. V roce 1985 se, zásluhou Zdeňka Šestáka, dočkal realizace Benedictus ze Mše D-dur v albu Hudba citolibských mistrů 18. století. Kopřiva dále složil:
- Missa brevis in D pro sbor, alt, tenor, bas, dvoje housle a varhany
- Missa in D pro sbor, alt, tenor, bas, dvoje housle, dva hoboje, dva lesní rohy, violu da gamba a varhany
- Missa in F pro sbor, alt, tenor, bas, dvoje housle, dva lesní rohy a varhany
- Missa in B pro sbor, alt, tenor, bas, dvoje housle, dva klarinety, dva lesní rohy a varhany
- Aria in C „O sors dira peccatoris“ pro alt, dvoje housle, violu a varhany